# Dice lui, dice lei
Dice lui, dice lei (He Said, She Said) è un film del 1991 diretto da Ken Kwapis e Marisa Silver.

## Trama
È la storia della relazione tra i giornalisti Dan Hanson e Lorie Bryer raccontata due volte, una volta per ogni prospettiva. Dan e Lorie sono concorrenti concorrenti della pagina editoriale al "Sole di Baltimora". La rivalità tra il conservatore Dan e la liberale Lorie alla fine porta a uno spettacolo televisivo locale in cui entrambi presentano le loro opinioni opposte su varie questioni civiche. Mentre Dan e Lorie si conoscono, scoprono di provare dei sentimenti reciproci.